# Підлісне (Миколаївський район)

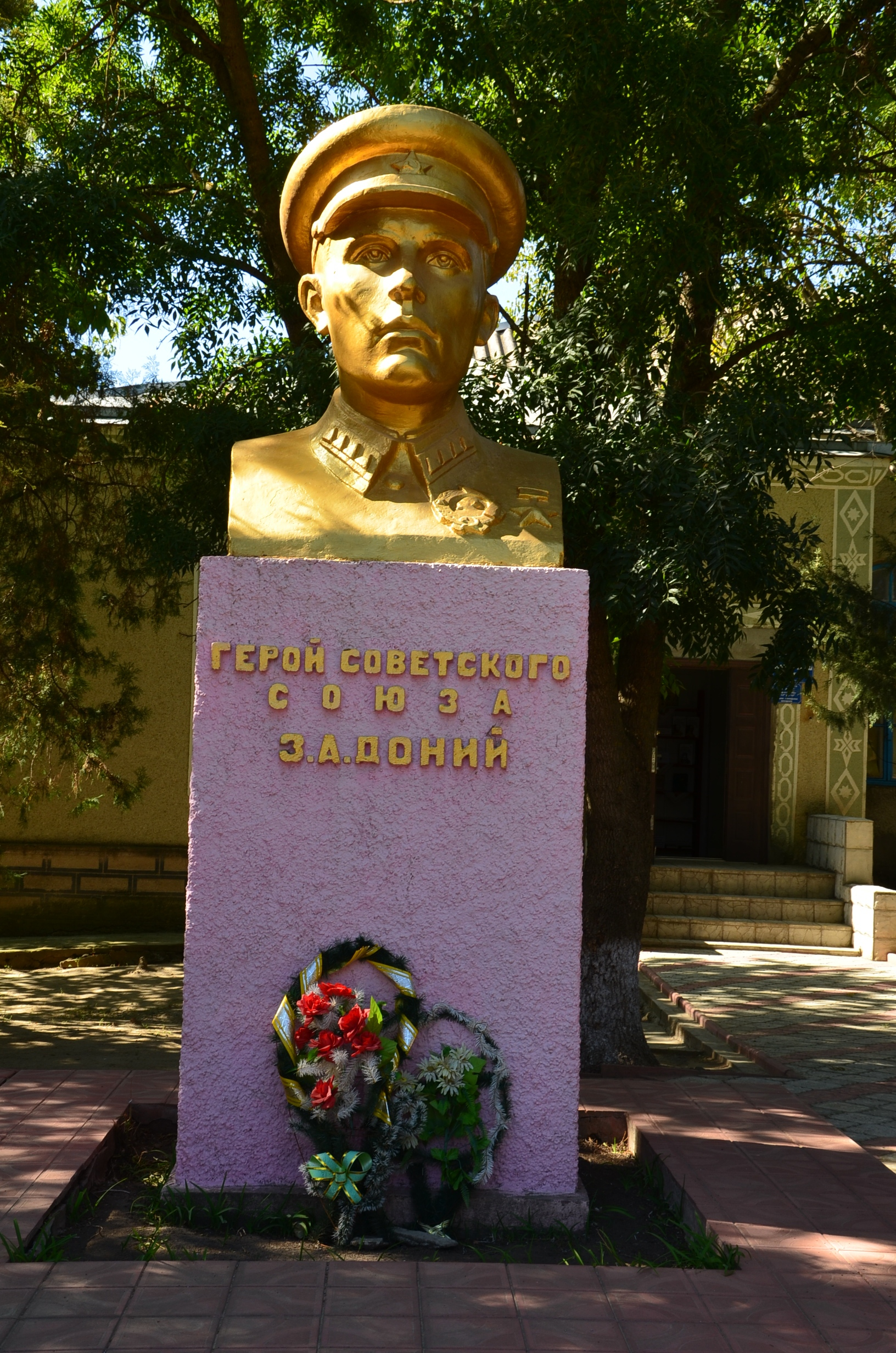
Пам'ятник Герою Радянського Союзу старшині Донію в селі

Підлі́сне (колишні назви — Димівка, Малинівка) — село в Україні, у Новоодеській міській громаді Миколаївського району Миколаївської області. Населення становить 971 особу.

## Населення
Згідно з переписом УРСР 1989 року чисельність наявного населення села становила 967 осіб, з яких 448 чоловіків та 519 жінок.
За переписом населення України 2001 року в селі мешкало 970 осіб.

### Мова
Розподіл населення за рідною мовою за даними перепису 2001 року:
| Мова       | Відсоток |
| ---------- | -------- |
| українська | 88,88 %  |
| російська  | 4,84 %   |
| молдовська | 4,22 %   |
| білоруська | 0,82 %   |
| вірменська | 0,72 %   |
| болгарська | 0,10 %   |
| інші       | 0,42 %   |

## Економіка
Виробник сирів ТОВ «ТД „МАЛИНІВСЬКІ МОЛОЧНІ ПРОДУКТИ“».

## Справа Григорія Малиновського
Історія села пов'язана з резонансною "димівською справою" 1924 року. Після вбивства місцевого жителя Григорія Малиновського, якого офіційно представили як сількора, вбитого за викриття зловживань місцевої влади.
Справа знаходилась під особистим контролем Й.В. Сталіна, а сам судовий процес над вбивцями широко висвітлювався в пресі, особливо журналістом Сосновським, який виступив у ролі громадського обвинувача. Трьох підсудних засудили до розстрілу: керівника місцевого партійного осередку Попандопуло, голову комітету незаможних селян Тулюпу та дільничного міліціонера Стецюка. Інших фігурантів справи засудили до різних термінів позбавлення волі.
Після оголошення вироку село Димівка перейменували на Малинівку на честь "невинно вбитого сількора", а в центрі села встановили пам'ятник Григорію Малиновському.
На основі цих подій кіностудія ВУФКУ у 1926 році випустила художній фільм "Димівка", який набув значного розголосу по всьому СРСР. 
Лише у 1968 році на рівні ЦК Компартії України було прийнято рішення перевірити цю справу. Партійна комісія, детально вивчивши матеріали справи, дійшла висновку, що Григорій Малиновський не був сільським кореспондентом. Заміткa, яка приписувалася йому, виявилася фальшивкою, зробленою заднім числом.
Крім того, з'ясувалося, що в роки Громадянської війни Малиновський був членом петлюрівської армії, до якої активно вербував своїх односельців. Після війни, незважаючи на своє минуле, він якимось чином вступив до партії більшовиків і став радянським функціонером. А за часів непу займався підприємництвом і неодноразово був помічений у спекуляціях зерном. Вбивцею був його рідний брат Олексій, який регулярно отримував від брата знущання та пішов на злочин заради помсти.
Незаконно репресованих сільських активістів реабілітували, а село знову перейменували, цього разу на Підлісне, хоча перегляд справи відбувся без широкого розголосу.

## Відомі уродженці
Уродженцем села є З. П. Доній (1914—1941) — Герой Радянського Союзу.